# Chrysobothris discedens
Chrysobothris discedens es una especie de escarabajo del género Chrysobothris, familia Buprestidae. Fue descrita científicamente por Gemminger & Harold en 1869.